# 삼부카

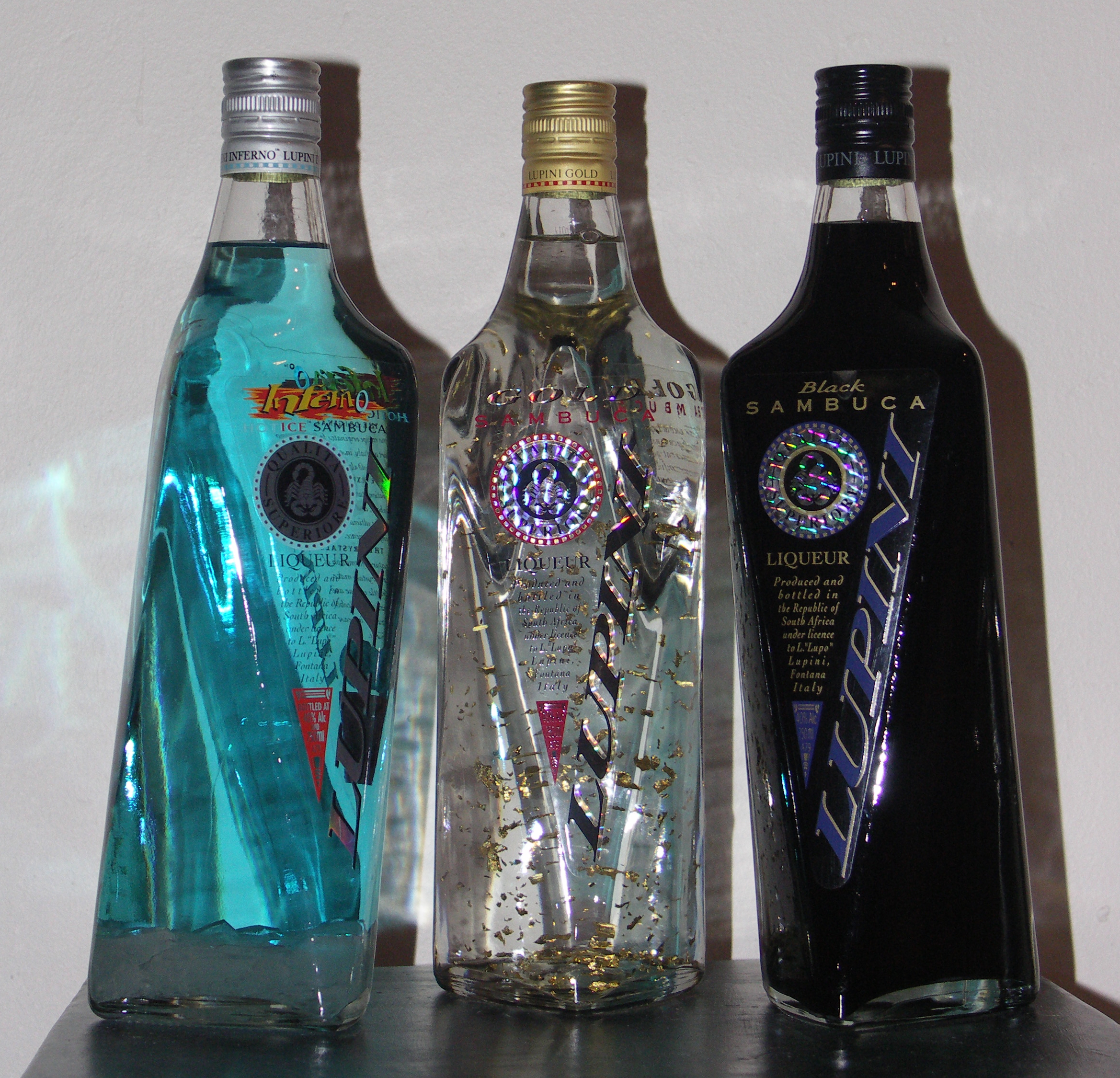
삼부카 인페르노 아이스, 삼부카 골드, 삼부카 블랙

삼부카(Sambuca)는 이탈리아에서 생산되는 아니스 향의 리큐어로, 보통 무색이다. 가장 보편적인 삼부카의 종류는 짙은 파란색(블랙 삼부카), 밝은 빨간색(레드 삼부카) 등 다른 종류들과 구분하기 위해서 '화이트 삼부카'라고 불린다.

## 원료
삼부카는 스타 아니스에서 수확되는 정유인 일리시움 베룸을 포함하고 있는데, 이 기름은 삼부카에 강한 아니스 향을 부여한다. 이 오일은 순수한 알코올과, 농축된 설탕 용액, 그리고 다른 향에 더해진다. 삼부카는 보통 42% 알코올 도수로 병입된다.

## 역사
삼부카의 어원에 대해서는 논란이 있는데, 몰리나리 회사는 삼부카가 아랍어 Zammut에서 왔다고 밝히고 있는데, 이 Zammut는 치비타베키아 항에 동쪽에서 오는 배들이 전해준 아니스 향 술의 이름이었다고 한다. The origins of Sambuca Molinari 반면 옥스포드 영어 사전은 삼부카가 라틴어로 엘더베리를 의미하는 sambūc-um에서 왔다고 쓰고 있다.
삼부카의 어원에 대한 다른 주장으로, 인도에서 요리할 때 일반적으로 사용되는 회향의 인도 이름인 소운푸 혹은 소암부에서 왔다거나, 아랍어로 배의 한 종류를 지칭하는 sambuq에서 왔다는 설이 있는데, 이 배가 삼부카를 운송하는데 쓰여 이러한 이름이 붙여졌다고 생각되기도 한다.
이탈리아어로 삼부카는 130년 전에 치비타베키아에서 만들어진 다른 종류의 아니스를 원료로 한 리큐르에 처음 사용되었다.
삼부카의 첫 상업적 버전은 루이지 만치에 의해 1800년대말 치비타베키아에서 시작되었는데, 이는 현재까지도 생산되고 있다. 1945년 2차 대전 직후, 코멘다토레 안젤로 몰리나리가 삼부카 엑스트라 몰리나리를 생산하며, 삼부카의 이탈리아 전체로의 확산을 이룩해냈는데, 이는 19세기 이탈리아와 프랑스에서의 그리스 술 우조의 성공에 영감을 얻었다는 관점도 있다.

## 음용법

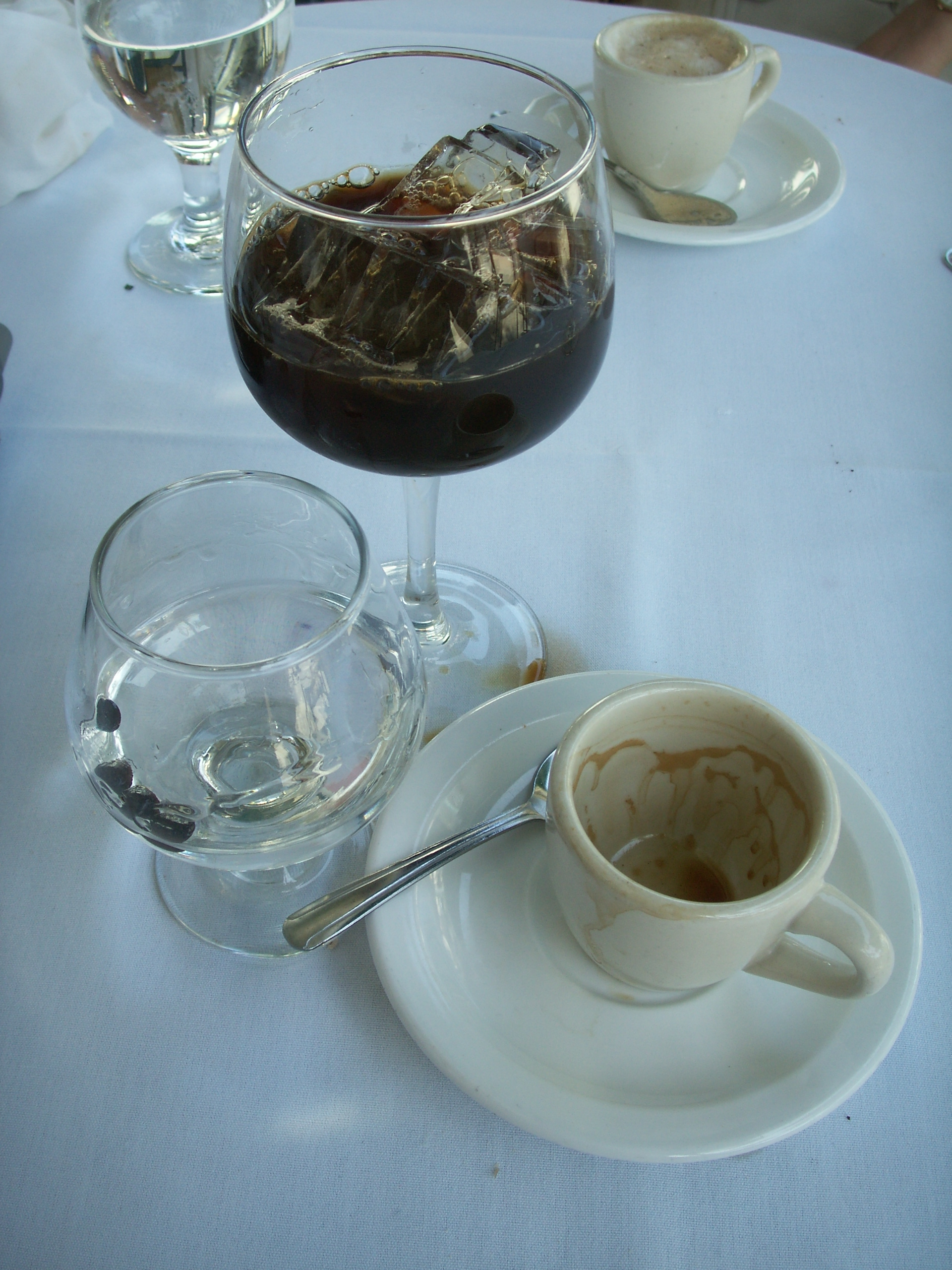
아마차카페로 온 더 락으로 제공

#### 스트레이트
삼부카는 스트레이트로 마실수도 있고, 가벼운 음료로 마시기도 하며, 이탈리아에서는 아마차카페라고 하는 커피 뒤에 마시는 음료로 내기도 한다.

#### 온 더 락
삼부카는 얼음과 함께 마시기도 하는데, 때로 커피콩을 장식품으로 더하기도 한다. 얼음은 삼부카의 풍미를 강화하며, 삼부카의 색깔을 투명한 색에서 짙은 흰색으로 변화시킨다.

#### 볶은 커피콩과 함께
이탈리아에서는 삼부카 그대로에 커피 콩을 띄워서 제공하는 경우가 흔하며, 이는 Sambuca con la mosca:삼부카 콘 라 모스카라고 불리는데 이는 삼부카와 파리라는 뜻이다. 커피 콩들은 장식품으로 올려놓지만, 아니스의 맛을 강하게 하기 위해서 씹어먹기도 한다. 이탈리아의 레스토랑에서 보통 삼부카는 세 개의 커피콩과 함께 내어지는데, 이는 각각 건강, 행복, 부를 상징한다.

#### 커피와 함께
삼부카는 설탕 대신 커피에 단맛을 내기 위해 더해지기도 한다. 이 음료는 이탈리아에서 카페 코레토(직역으로 적절한 커피라는 뜻)라고 불리기도 하는데, 보통 이 카페 코레토는 그라파와 커피를 의미한다.

#### 물과 함께
삼부카는 생수와 함께 제공될 수도 있는데, 이를 통해 삼부카는 알코올 함량이 낮춰진 신선한 음료가 된다.

#### 콜라와 함께
일반적이지는 않지만 삼부카는 콜라와 섞어 제공되는데, 우조와 마찬가지로 삼부카는 우조 효과에 의해 콜라에 섞으면 흐린 갈색 음료가 된다.

#### 불 붙은 삼부카

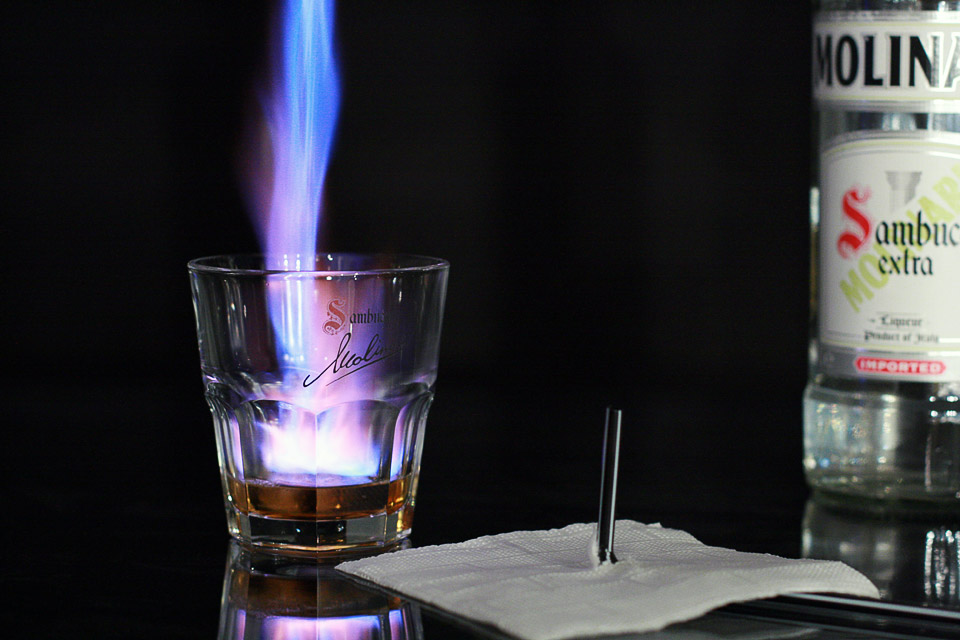
불붙은 삼부카

삼부카는 샷 잔에 제공되어, 삼부카의 풍미를 증진하기 위해 불을 약 일초 혹은 이초 동안 붙인 후 제공되기도 한다.